# Tiefthal
Tiefthal ist ein Ortsteil der Thüringer Landeshauptstadt Erfurt.

## Geografie
Tiefthal liegt im Tal des Weißbachs, einem Nebenfluss der Gera, im Thüringer Becken, das hier langsam nach Westen zur Fahner Höhe ansteigt. Zwischen Tiefthal und Schaderode im Westen liegt ein Waldgebiet und im Norden das Biotop der Schwellenburg, ansonsten ist die Gemarkung unbewaldet und wird landwirtschaftlich genutzt. Weitere Nachbardörfer sind Salomonsborn im Süden, Gispersleben und Kühnhausen im Osten, Elxleben im Norden und Friedrichsdorf im Nordwesten. Die Entfernung zum in südwestlicher Richtung liegenden Erfurter Stadtzentrum beträgt etwa zehn Kilometer.

## Geschichte

Karte von Tiefthal (1843)

1104 wurde Tiefthal erstmals urkundlich erwähnt. 1361 kam das Dorf unter die Kontrolle der Mainzer Statthalterei in Erfurt, die es als Küchendorf benutzte. Wie Erfurt, gehörte auch Tiefthal bis 1802 zu Kurmainz (Erfurter Staat) und anschließend von 1815 bis 1945 zu Preußen. Am 1. Juli 1994 wurde die Gemeinde Tiefthal aufgelöst und der Stadt Erfurt als Ortsteil eingegliedert. Zwischen 1993 und 1996 entstand am Ortsrand ein neues Wohngebiet mit Eigenheimen, das dafür sorgte, dass sich die Einwohnerzahl verdoppelte.

### Einwohnerentwicklung
| Jahr      | 1843 | 1910 | 1939 | 1990 | 1995 | 2000 | 2005 | 2010 | 2015 | 2020 |
| --------- | ---- | ---- | ---- | ---- | ---- | ---- | ---- | ---- | ---- | ---- |
| Einwohner | 0342 | 0387 | 0416 | 0529 | 0920 | 1199 | 1136 | 1101 | 1073 | 1051 |

## Wirtschaft und Verkehr
Die Tiefthaler Umgebung wird intensiv landwirtschaftlich genutzt, vor allem zum Obst- und Gemüseanbau. Auch Wein wurde im Mittelalter und der frühen Neuzeit hier angebaut. Industrie- und Gewerbegebiete liegen im Erfurter Norden, etwa zwei Kilometer östlich von Tiefthal.
Tiefthal liegt an der Landstraße von Kühnhausen nach Friedrichsdorf. Die Bundesstraße B 4 und die Bundesautobahn A 71 verlaufen unweit östlich bzw. südlich des Ortes. Mit der knapp drei Kilometer entfernten Anschlussstelle Erfurt-Gispersleben verfügt Tiefthal über eine Anbindung an die A 71. Ein Stadtbus verbindet Tiefthal mit Erfurt.

## Kunst und Kultur

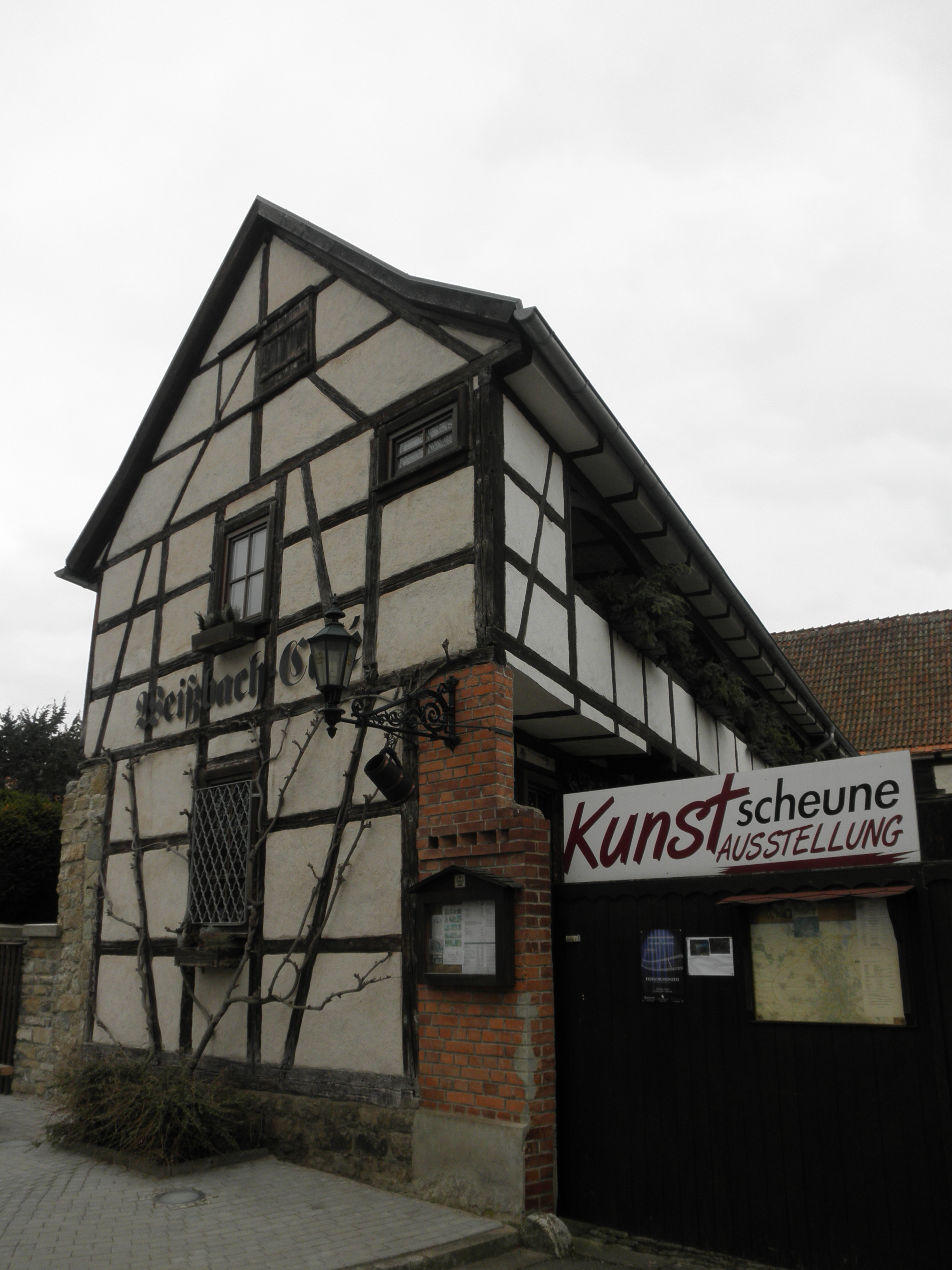
Fachwerkbau in Tiefthal

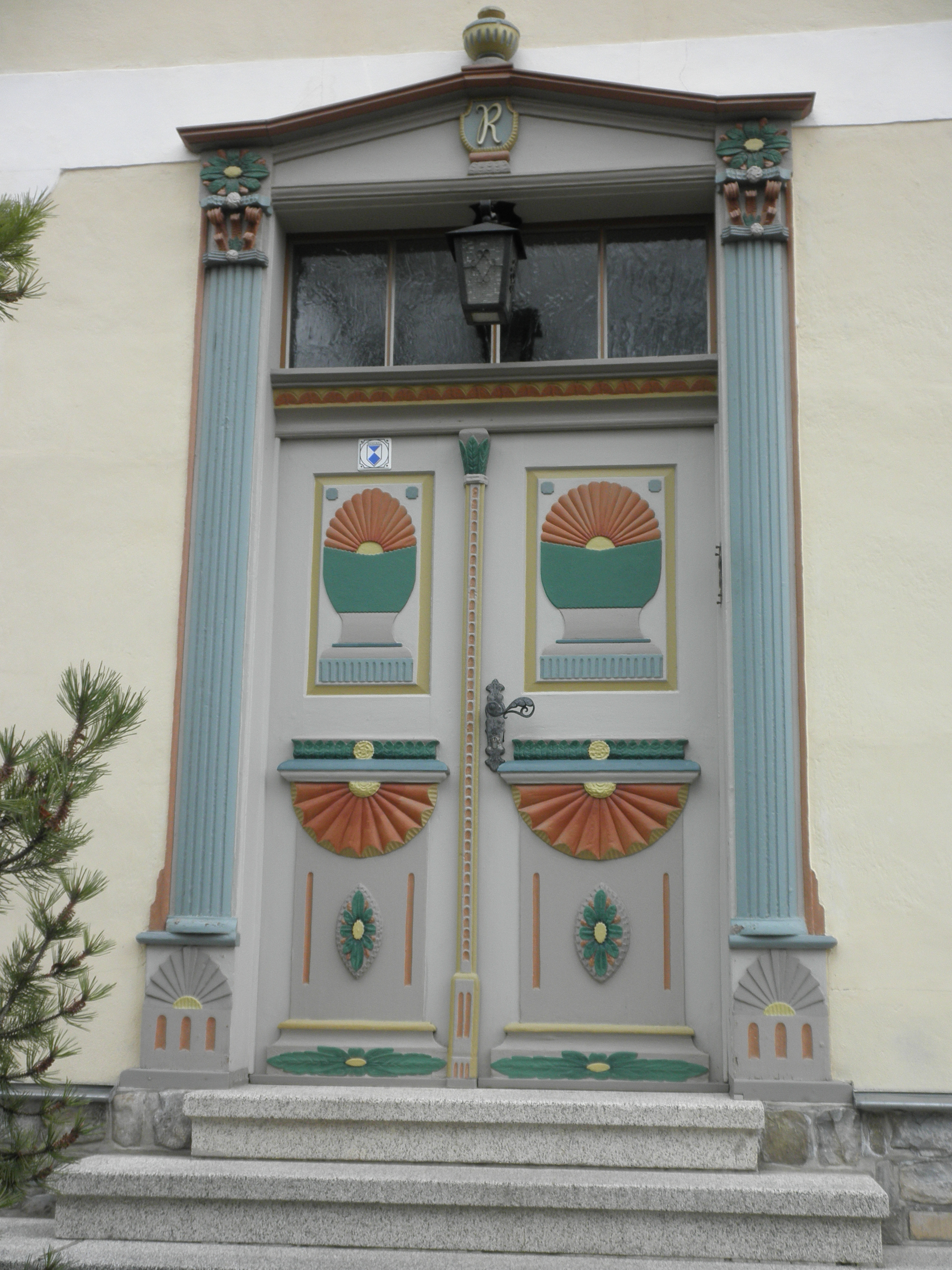
Haustür in Tiefthal

Seit 2002 findet jährlich am ersten Septemberwochenende das „Kunstfest Tiefthal“ statt, zu dem Konzerte, Theateraufführungen, Galerien und kunsthistorische Führungen gehören. Seit 2023 wird die Veranstaltung als Kulturfest unter dem Namen KULT geführt.
Im Ortsteil sind zehn Objekte als Kulturdenkmale ausgewiesen (siehe Liste der Kulturdenkmale in Tiefthal).
Einer der ältesten Vereine ist die Liedertafel Tiefthal, die seit 1857 besteht.

## Persönlichkeiten
- Johann Friedrich Cramer (* 19. November 1802; † 29. März 1859), Pädagoge[8]
- Oswin Köhler (* 14. Oktober 1911; † 2. Mai 1996), Afrikanist
- Christian Paschold (* 1949 in Gräfenthal; † 1. Juni 2021 in Tiefthal), Bildhauer, lebte und wirkte in Tiefthal